# Philip Cunliffe-Lister
Pour les articles homonymes, voir Cunliffe et Lister (homonymie).
Philip Cunliffe-Lister, né le 1er mai 1884 et mort le 27 juillet 1972, 1er comte de Swinton, est un membre éminent du Parti conservateur britannique des années 1920 aux années 1950.
À sa mort, le titre de comte de Swinton revient à son petit fils, David Cunliffe-Lister.